# Grayson Villanueva
Grayson Villanueva es un músico, cantante, cineasta y actor estadounidense de ascendencia filipina, conocido por editar y producir cortometrajes y episodios de varias series de televisión, así como por participar en la producción de distintos álbumes musicales. Villanueva participó entre 2019 y 2020 en el reality de televisión The Christmas Caroler Challenge.

## Carrera
Participó entre 2019 y 2020 en el programa de concursos The Christmas Caroler Challenge. En 2020 editó el video musical de la canción «Into the Unkown» de la película Frozen 2, ese año editó también el cortometraje Silent Night protagonizado por Marisa Esposito. En 2022 participó en la preproducción musical de la banda sonora de la película And One, ese año también participó en la banda sonora del episodio "Call Me Señor Don Gato" de la serie de televisión Call Me Kat de la cadena Fox. También fue incluido en la banda sonora de la película animada de Pixar, Turning Red, dónde interpreta 3 canciones, y da voz a Tae Young, un personaje de la misma película.

## Filmografía
| Año        | Título                          | Papel              | Nota                       |
| ---------- | ------------------------------- | ------------------ | -------------------------- |
| 2017       | Modern Family                   | Compañero de Manny | Episodio: The Long Goodbye |
| 2019- 2020 | The Christmas Caroler Challenge | Él mismo           | Programa de concursos      |
| 2022       | Turning Red                     | Tae Young          | Voz                        |